# Simon Kernick
Simon Kernick, född 1966 i Slough utanför London, är en brittisk deckarförfattare som bland annat har skrivit Handel med döden. Innan han blev författare arbetade han i olika yrken, som vägarbetare, bartender, julgransodlare och försäljare. Han har också rest omkring i och levt flera år i Asien, Kanada, USA och Australien.
Kernick, som skriver i en hårdkokt stil, har fått sina böcker nominerade till ett flertal litterära priser, däribland en Barry Award för bästa brittiska roman, och även översatts till en mängd andra språk. Kernicks senaste bok blev också utvald till bokklubben Richard & Judy på Channel 4 i Storbritannien.

## Ej utgivna på svenska
- på originalspråk: Severed (2007)
- på originalspråk: Deadline (2008)
- på originalspråk: Target (2009)
- på originalspråk: The Last 10 Seconds (2010)
- på originalspråk: The Payback (2010)
- på originalspråk: Siege (2012)